# 史雲斯2015年至2016年球季
史雲斯2015年至2016年球季（英語：2015–16 Swansea City A.F.C. season）是斯旺西城足球俱乐部在英格蘭足球聯賽第89個球季，是在升班頂級聯賽作賽的第五個球季，去季以第8位的成績結束球季。

## 球員名單
粗體字為本季新加盟球員

## 外部連結
- 史雲斯官方網站（页面存档备份，存于）
- espnfc.com:Swansea Home（页面存档备份，存于）
- Swansea @ Soccerbase（页面存档备份，存于）
- swanseacity-mad（页面存档备份，存于）
- historicalkits.co.uk: Barclays English Premier League 2015 - 2016（页面存档备份，存于）